# Valea Viștii
Valea Viștii este o vale montană cu două brațe, lunga de aproximativ 9 km, situată pe versantul nordic al Munților Făgăraș, care sunt o parte a Carpaților Meridionali din România.
Valea este situată în județul Brașov, între localitatea Viștișoara și vârful Viștea Mare.